# Liparis owstoni
Liparis owstoni är en fiskart som först beskrevs av Jordan och Snyder, 1904.  Liparis owstoni ingår i släktet Liparis och familjen Liparidae. Inga underarter finns listade i Catalogue of Life.